# 沒有煙硝的日子
《沒有煙硝的日子》（烏克蘭語：Клондайк）是一部2022年烏克蘭劇情片，由瑪麗娜·埃爾·戈爾巴赫執導。奧克薩娜·切爾卡什納飾演一名孕婦，在俄烏戰爭和馬航17號航班遇襲案期間居住在烏俄邊境附近。即使村莊已被武裝份子佔領，懷有身孕的她也拒絕撤離。
《沒有煙硝的日子》2022年1月21日在日舞影展上首映，贏得了世界電影戲劇導演大賽。在第72屆柏林影展贏得全景觀眾獎類別的亞軍。本片代表烏克蘭角逐第95屆奧斯卡金像獎的最佳國際影片。

## 另見
- 第95屆奧斯卡最佳國際影片角逐名單

## 外部連結
- 互联网电影数据库（IMDb）上《沒有煙硝的日子》的资料（英文）